# Kreuzkirche (Störmthal)

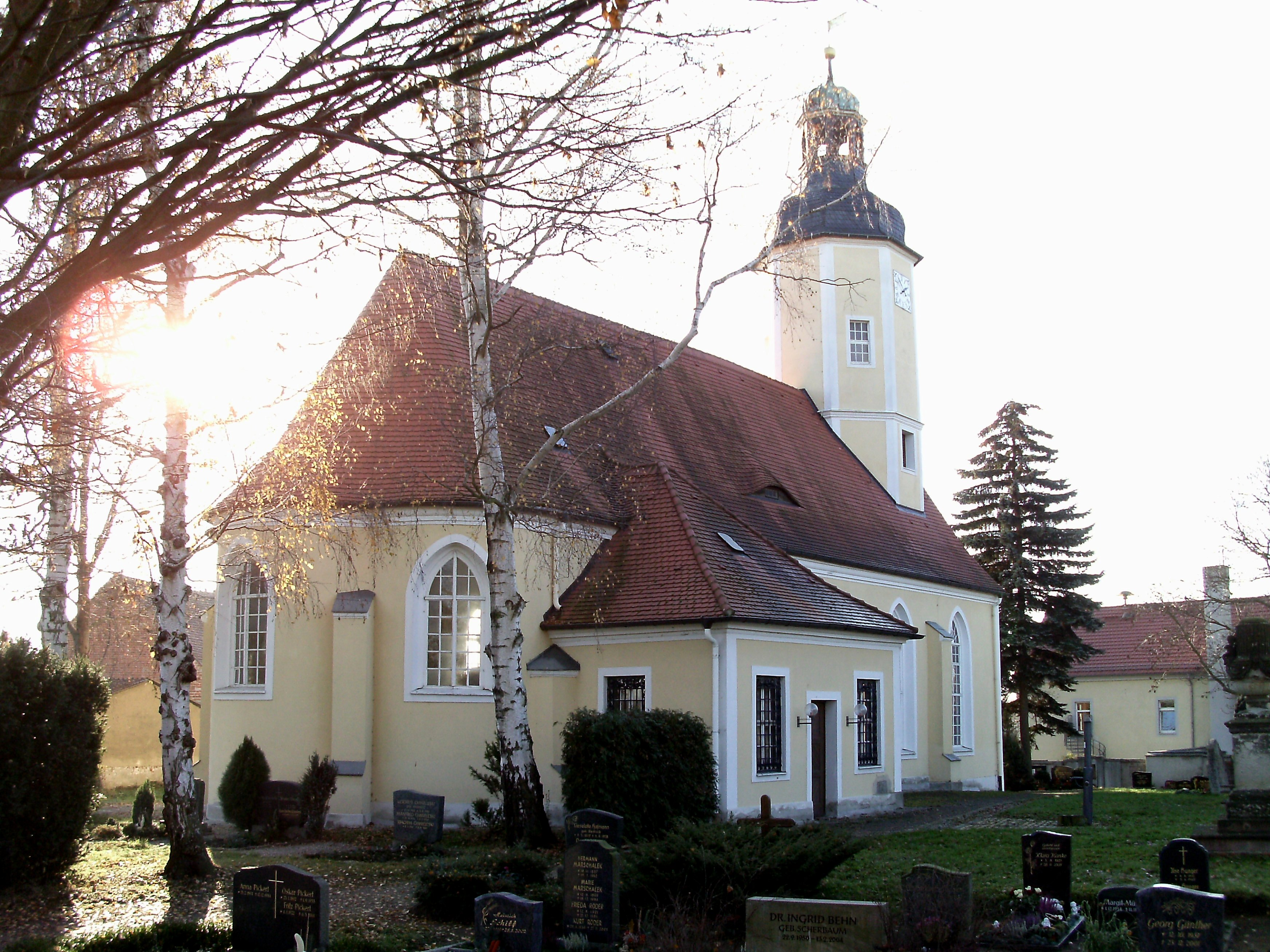
Kreuzkirche zu Störmthal (2011)

Die Kreuzkirche Störmthal ist die evangelisch-lutherische Kirche in Störmthal, einem Ortsteil der Gemeinde Großpösna im Landkreis Leipzig, südöstlich von Leipzig in Sachsen. Sie steht unter Denkmalschutz.

## Geschichte
Die ursprünglich gotische Saalkirche entstand vermutlich im 15. Jahrhundert. In den Jahren 1667 bis 1668 wurde sie umgebaut.
Ab 1690 war die Kirchgemeinde eigenständig: In jenem Jahr gelang es dem Störmthaler Rittergutsbesitzer Statz Friedrich von Fullen (1638–1703), Störmthal aus der Parochie Magdeborn herauszulösen und eine eigene zu gründen. Dazu war ein Prozess nötig geworden, der in letzter und höchster Instanz am kurfürstlichen Hofe in Dresden entschieden wurde. Mit den Filialkirchen Dreiskau und Kleinpötzschau wurde Störmthal zur Mutterkirche erhoben.
Statz Friedrich von Fullens Sohn, Statz Hilmar von Fullen (1691–1751), ließ 1722 die Kirche umbauen und vergrößern, wobei im Wesentlichen die Südseite des Langhauses erhalten blieb,  sowie im Folgejahr die Orgel durch Zacharias Hildebrandt (1688–1757) erneuern.
Nach 1990 wurde die Kirche umfassend saniert.

## Architektur
Die Störmthaler Kreuzkirche ist etwa 26,5 Meter lang und 9,5 Meter breit. Der Baukörper ist verputzt, hat Spitzbogenfenster und getreppte Strebepfeiler. Der Ostabschluss hat einen Grundriss in Form eines offenen Dreipassbogens. Im Gegensatz zu den gotischen Merkmalen des Langhauses schließt der in das Gebäude einbezogene achteckige Turm mit einer barocken Haube mit Laterne ab.
An der Nordseite schließt sich ein rechteckiger Baukörper mit Sakristei und Patronatsloge an. Der Innenraum ist flachgedeckt und die Empore dreiseitig umlaufend.

## Ausstattung

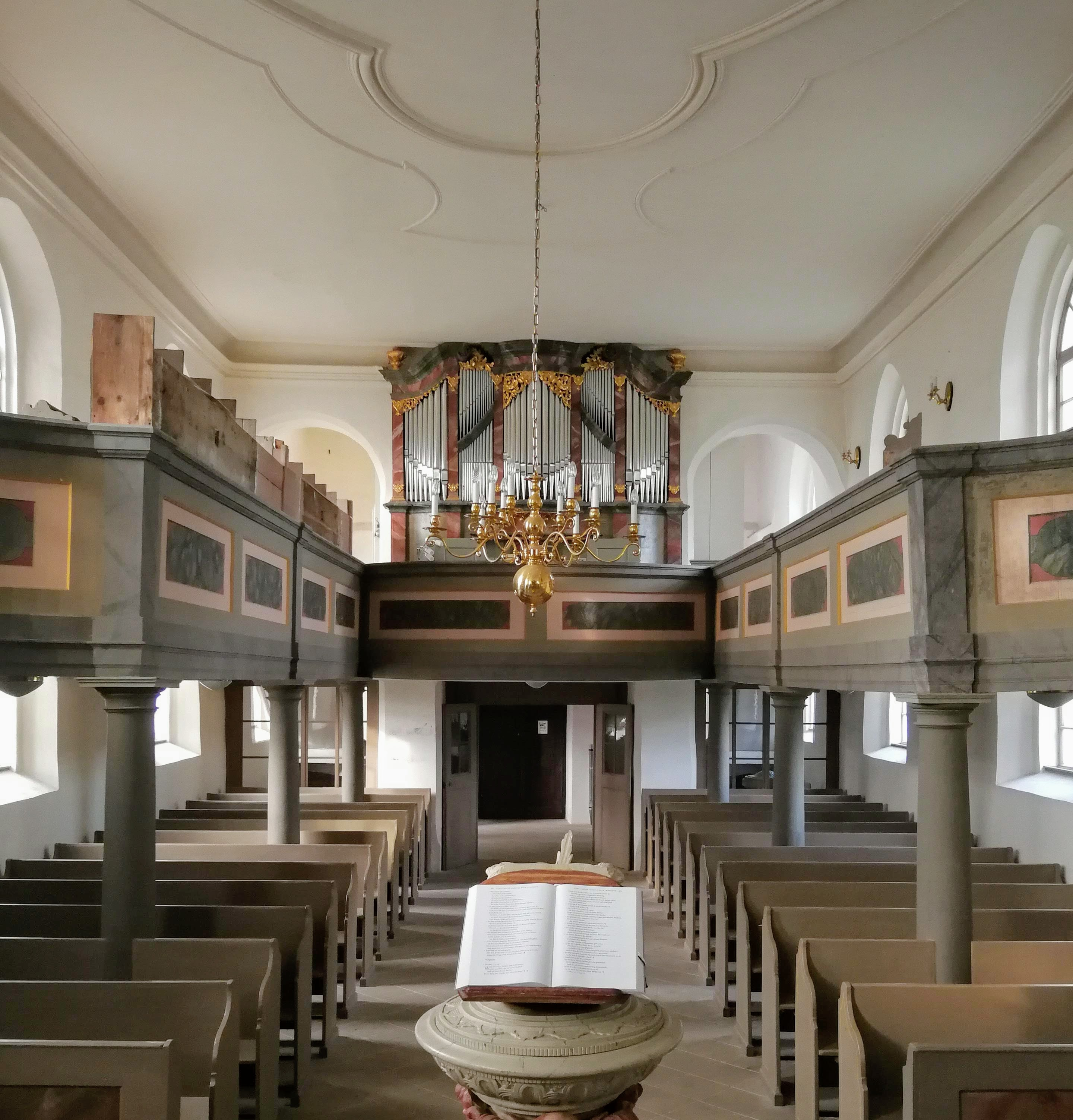
Kirchenschiff (2019)

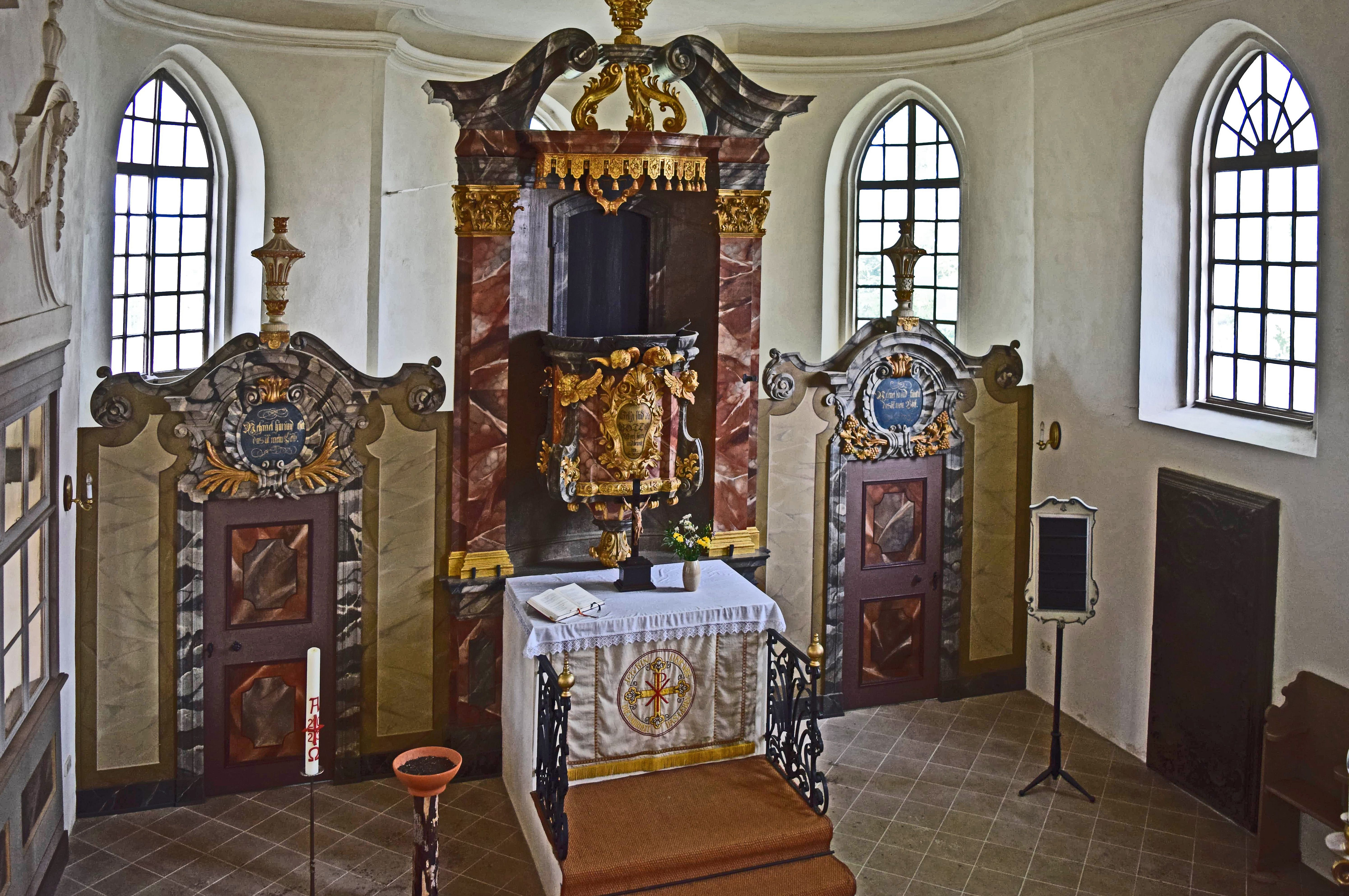
Altarbereich (2023)

Störmthal war ein wohlhabender Ort, was sich unter anderem an der barocken Ausstattung der Kirche von 1722 zeigt. Der teilweise mit Marmorimitation versehene Kanzelaltar ist mit Schnitzwerk und Putten reich verziert. Eine goldene Kartusche an der Kanzel trägt die Aufschrift: „Sehlig sind, die Gottes Wort hören und bewahren. Luc. XIV.28.“ Der Altar wird von zwei kunstvoll verzierten Türen flankiert, die dem früher mit dem Abendmahlsempfang verbundenen Altarumgang dienten.
Das mit Engelsköpfen verzierte und mit einer Abdeckung versehene Taufbecken kann als Lesepult genutzt werden. Die ebenerdige Patronatsloge zeigt die Wappen der einstigen Rittergutsbesitzer von Fullen, von Kötteritz, von Watzdorf und von Schulenburg. Emporen und Gestühl sind farblich und stilistisch aufeinander abgestimmt.
Ältestes Ausstattungselement ist ein Kruzifix mit lebensgroßem, aus Lindenholz geschnitztem Korpus, das wohl aus dem frühen 16. Jahrhundert datiert und aus der vorherigen Störmthaler Kirche stammt, die bereits den Namen Kreuzkirche trug. 2014 war eine Restaurierung vorgesehen.
Ein Epitaph von 1703 für Statz Friedrich von Fullen zeigt ihn als Ölgemälde in einem Trophäenrahmen mit seinen Lebensdaten, Titeln und Funktionen.

## Hildebrandt-Orgel

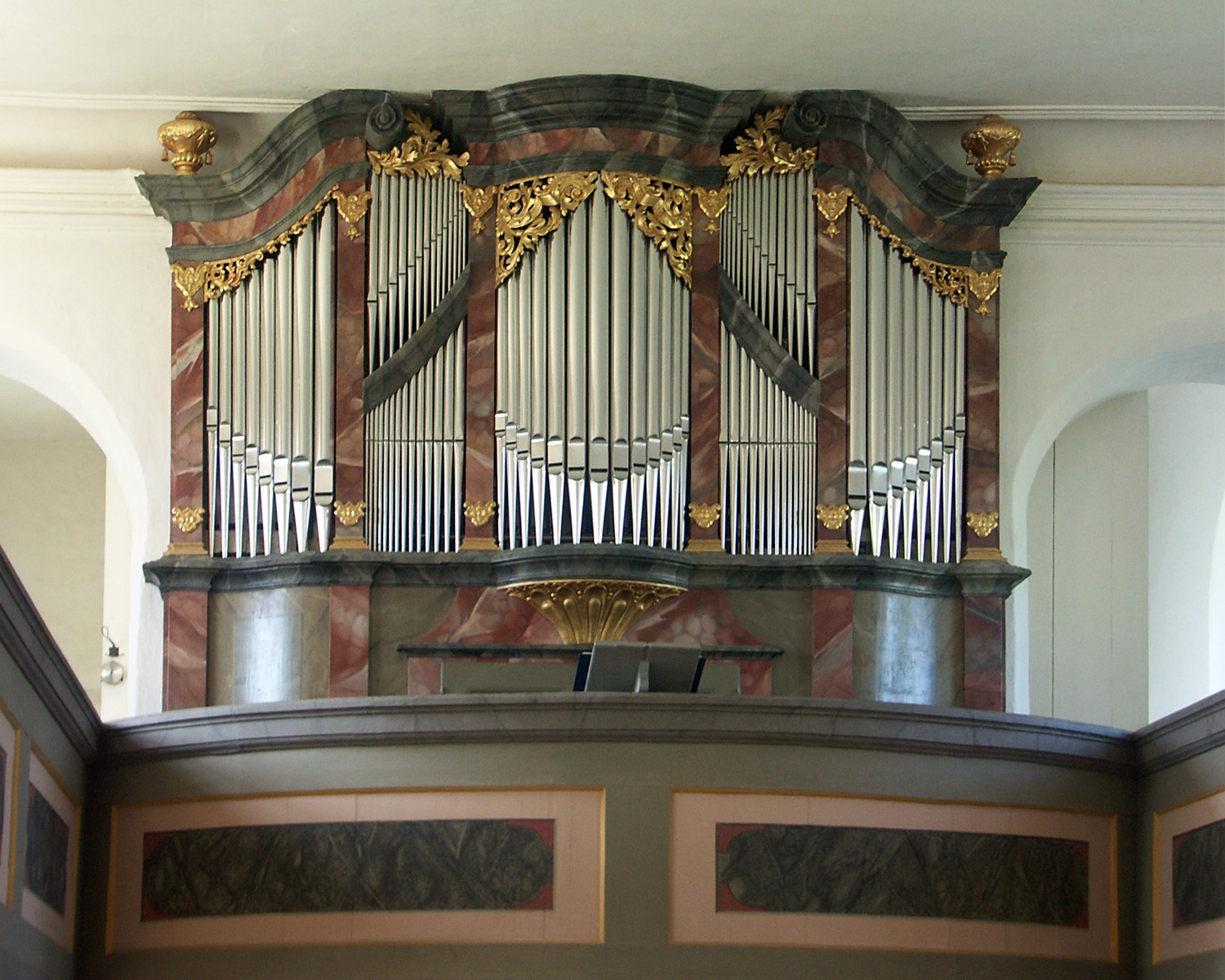
Hildebrandt-Orgel in der Kreuzkirche Störmthal (2010)

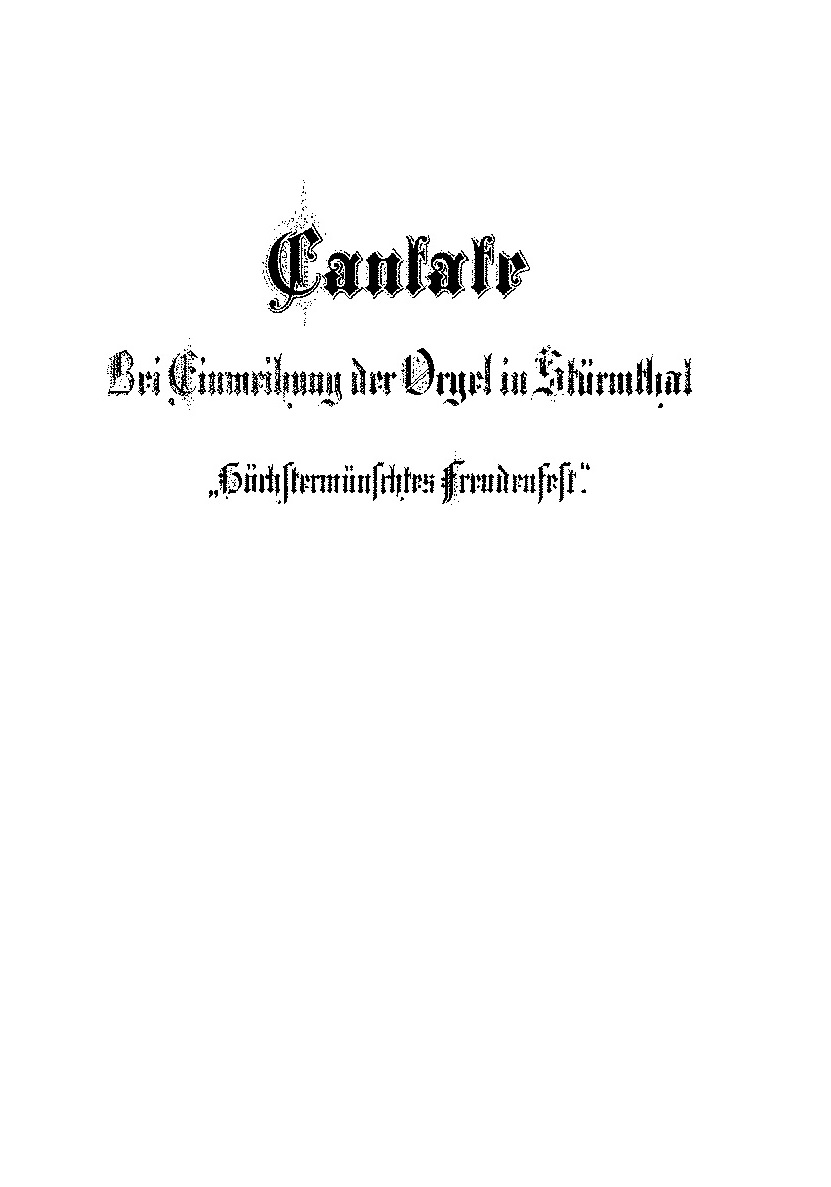
Titelblatt von 1881 der Bach-Kantate zur Einweihung der Orgel in Störmthal

Die überregionale Besonderheit dieser Kirche ist die Hildebrandt-Orgel von 1723, die Hilmar Statz von Fullen bauen ließ.
Hilmar von Fullen bat zunächst Gottfried Silbermann (1683–1753), die Orgel zu bauen. Doch dann wandte sich der Kirchenpatron an Silbermanns Meisterschüler Zacharias Hildebrandt – vermutlich wegen der ihm zu hohen Preisvorstellung Silbermanns. Hildebrandt unterbreitete sein Angebot von 400 Talern, die beiden wurden sich einig. Jedoch kam es daraufhin zum Zerwürfnis zwischen Silbermann und Hildebrandt: Beide hatten vereinbart, dass Hildebrandt zu jedem von ihm beabsichtigten Orgelbau im sächsischen Raum der Zustimmung von Silbermann bedurfte.
Das Instrument mit 14 Registern auf einem Manual und Pedal ist eine der wenigen weitgehend im Originalzustand erhaltenen bzw. rückversetzten Orgeln, die Johann Sebastian Bach (1685–1750) spielte. Bach ließ bei ihrer Einweihung „am 2. Novembris 1723“ seine eigens dafür geschaffene Kantate Höchsterwünschtes Freudenfest (BWV 194) erklingen.
Das Instrument wurde 2008 restauriert und dabei die Disposition von 1723 wiederhergestellt:
| Manual C, D–c3 |         |           |
| Principal      | 8′      | 2008      |
| Gedackt        | 8′      | 1723      |
| Quintadena     | 8′      | 1723      |
| Praestant      | 4′      | 1723/2008 |
| Rohrflöte      | 4′      | 1723      |
| Nassat         | 3′      | 1723      |
| Octava         | 2′      | 1723      |
| Tertia         | 1 3⁄5′0 | 1723      |
| Quinta         | 1 ⁄2′   | 1723/2008 |
| Sufflet        | 1′      | 1723/2008 |
| Cornet III D   | 2 ⁄3′   | 1723      |
| Mixtur III     | 1 ⁄3′   | 1723      |
| Tremulant      |         | 2008      |

| Pedal C, D–c1 |      |      |
| Subbaß        | 16′0 | 1723 |
| Posaune       | 16′  | 2008 |

- Koppeln: I/P
- Tonhöhe a = 462 Hz/15 °C
- Winddruck: 72 mmWS
- Stimmung: Silbermann 1⁄6-Komma

## Kirchgemeinde
Das Kirchengebäude gehört mit den Kirchen von Probstheida, Güldengossa und Wachau zur Evangelisch-Lutherischen Kirchgemeinde im Süd-Osten von Leipzig.

## Geistliche
Das Verzeichnis pfarrerbuch.de listet für die Störmthaler Kirche folgende Pfarrer auf:
- 1690: Johann Christian Eckardt
- 1695: Friedrich Fischer d. Ä.
- 1720: Friedrich Fischer d. J.
- 1729: Franz Gottfried Christoph Steckelberg
- 1735: Johann Christian Glauch
- 1769: Johann Traugott Mangelsdorf
- 1775: Johann Gottfried Fleck
- 1796: Christian Traugott Gössel
- 1814: Carl Wilhelm Goldschad
- 1824: Carl Ferdinand Bernhardi
- 1829: Gustav Krüger
- 1834: Theodor Voigt
- 1845: Kurt Emil Tauberth
- 1851: Rudolf Hugo Hofmann
- 1854: Friedrich Hugo Naumann
- 1868: Friedrich Ernst Achilles
- 1873: Christian Theodor Ficker
- 1883: Moritz Ernst Engel
- 1886: Karl Bernhard Franke
- 1910: Johannes Meusel
- 1927: Friedrich Walter Max Mrosack
- 1936: Theodor Paul Haustein
- 1938: Franz Reinhold Gottfried Zimmermann
- 1941: Werner Hartung
- 1944: Hans Rauch
- 1961: Dietmar Herzog
- 1972: Martin Schelmat
- 1984: Bernhard Weismann
- 1994: Matthias Weber

## Tonträger (Auswahl)
- Schallplatte: Die Hildebrandtorgel zu Störmthal, Werner Jacob spielt weihnachtliche Orgelmusik. Eterna 8 26 983. Aufgenommen im September 1976 in Zusammenarbeit mit EMI Limited London. VEB Deutsche Schallplatten, 1978.
- CD: Höchsterwünschtes Freudenfest. Johann Sebastian Bachs Störmthaler Kirchweihkantate und die Zacharias-Hildebrandt-Orgel. Auslotung der tonartlichen Möglichkeiten und Grenzen der von Bach gelobten Hildebrandt-Orgel in Störmthal beim Bachfest Leipzig 2018, mit Bonustracks zur Stimmungsart. Verlagsgruppe Kamprad VKJK 1818[11]

## Verschiedenes
- Anfang der 1980er Jahre war das Ende des Ortes geplant – und damit auch das Ende des Gotteshauses: Das DDR-Energieministerium hatte für die Erweiterung des Braunkohle-Tagebaus Espenhain die Abbaggerung Störmthals und weiterer Orte beschlossen. Es wurde ein Bauverbot erlassen, der Ort verfiel zusehends. Mit der Friedlichen Revolution in der DDR kam das Ende dieser Pläne, Störmthal entging der Devastierung. Der Ort belebte sich wieder, viele Bauernhöfe und die Kirche wurden seitdem restauriert. Das Tagebaurestloch nahe an Störmthal wurde geflutet und ist heute der Störmthaler See.
- Friedrich Naumann (1860–1919), der Namensgeber der Friedrich-Naumann-Stiftung für die Freiheit, wurde als ältester Sohn des Ortspfarrers am 25. März 1860 im Pfarrhaus Störmthal geboren und in der Kirche am 11. April 1860 getauft. Er erlebte dort seine ersten Kindheitsjahre. Eine kleine Ausstellung im Pfarrnebengebäude vermittelt einen Einblick in das Lebenswerk dieses Pfarrers, Theologen, liberalen Politikers und Parlamentariers.[3]